# Bertha Wegmann
Bertha Wegmann, född 16 december 1847 i Soglio i Schweiz, död 22 februari 1926 i Köpenhamn, var en dansk konstnär som främst målade porträtt.
Som femåring kom Wegmann med familjen till Köpenhamn, där fadern blev fabriksägare. Hon började tidigt teckna, men först som 19-åring började hon få egentlig undervisning av bland andra Frederik Ferdinand Helsted och Heinrich Buntzen. Två år senare bosatte hon sig i München, där hon med mindre uppehåll levde till 1881, då hon flyttade till Paris. Hon hade redan tidigare ställt ut på Parissalongen, och detta år fick hon ett hedersomnämnande för ett porträtt. 
År 1882 bosatte hon sig i Köpenhamn. Hon hade under 1870-talet gjort sig ett namn vid utställningar i Charlottenborg med främst porträtt och genremåleri, bland annat målningen En änka med sitt barn. År 1882 belönades hon med medalj på Parisersalongen för ett porträtt av sin syster. Sitt stora genomslag som porträttmålare i Danmark fick hon på Charlottenborgutställningen 1883. Till höjdpunkterna i hennes produktion räknas även porträttet av statsrådet Moritz G. Melchior, utställt första gången 1884. 
Under perioden 1887–1907 satt Bertha Wegmann i styrelsen för Tegne- og Kunstindustriskolen for Kvinder i Köpenhamn och hon arbetade aktivt för att de danska kvinnliga konstnärerna skulle få tillgång till undervisningen på Det Kongelige Danske Kunstakademi. Många år efter Wegmanns död upprättades en stiftelse i hennes namn för obemedlade unga kvinnliga konstnärer. Wegmann är begravd på Solbjerg Parkkirkegård. Hon har avporträtterats av flera konstnärskollegor, bland andra Ivar Rosenberg och Bertha Dorph samt i Jeanna Baucks stilstudie som nu finns i Nationalmuseum.

## Galleri

Målarinnan Jeanna Bauck (1881), Nationalmuseum.
Anna Seekamp, konstnärens syster (1882)
Porträtt av konstnären Marie Triepcke (1885), Den Hirschsprungske Samling.
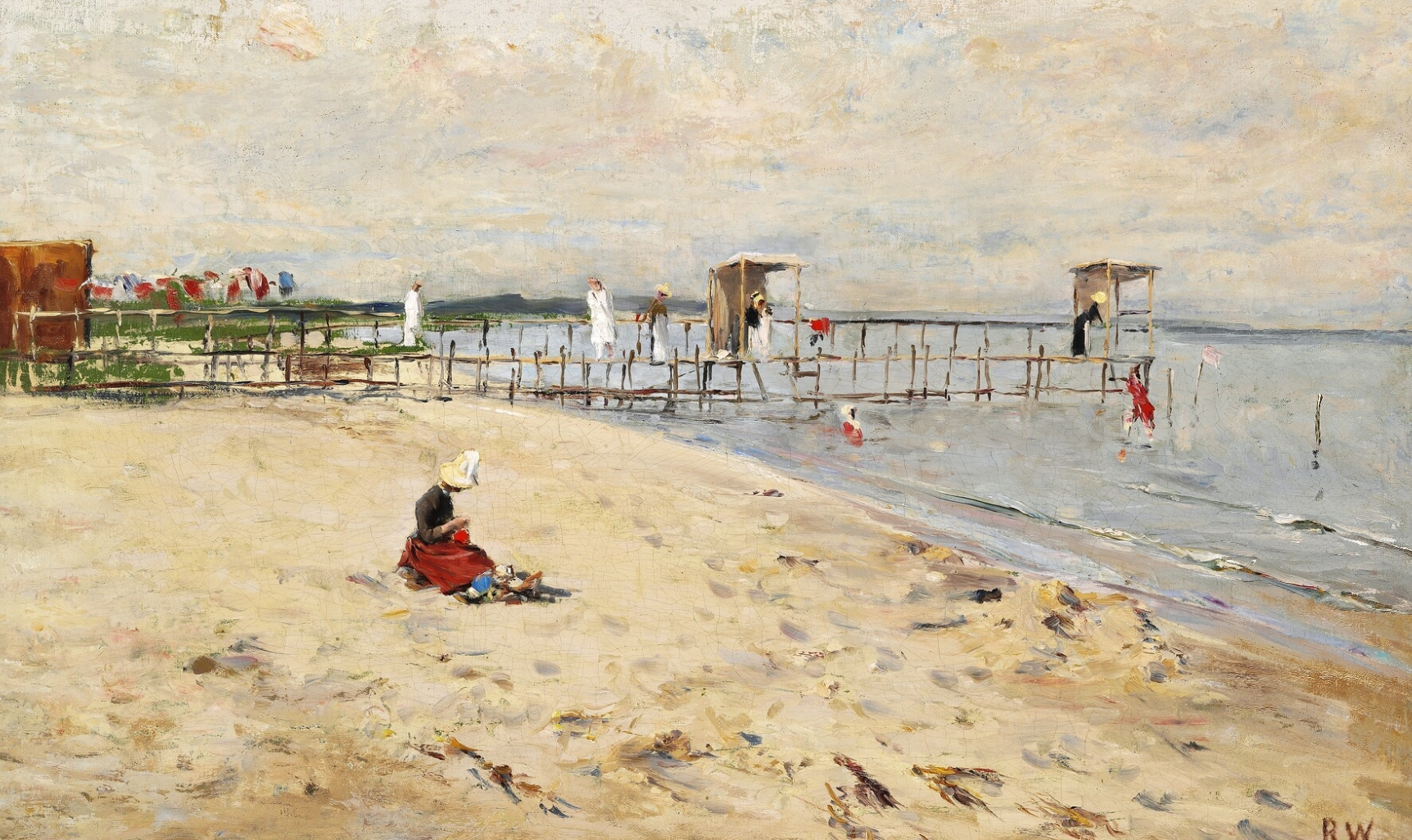
Sommardag på Taarbæk strand (1889)
Blå solfjäder vid en grön tillbringare med blomstrande apelgren (u. å.)
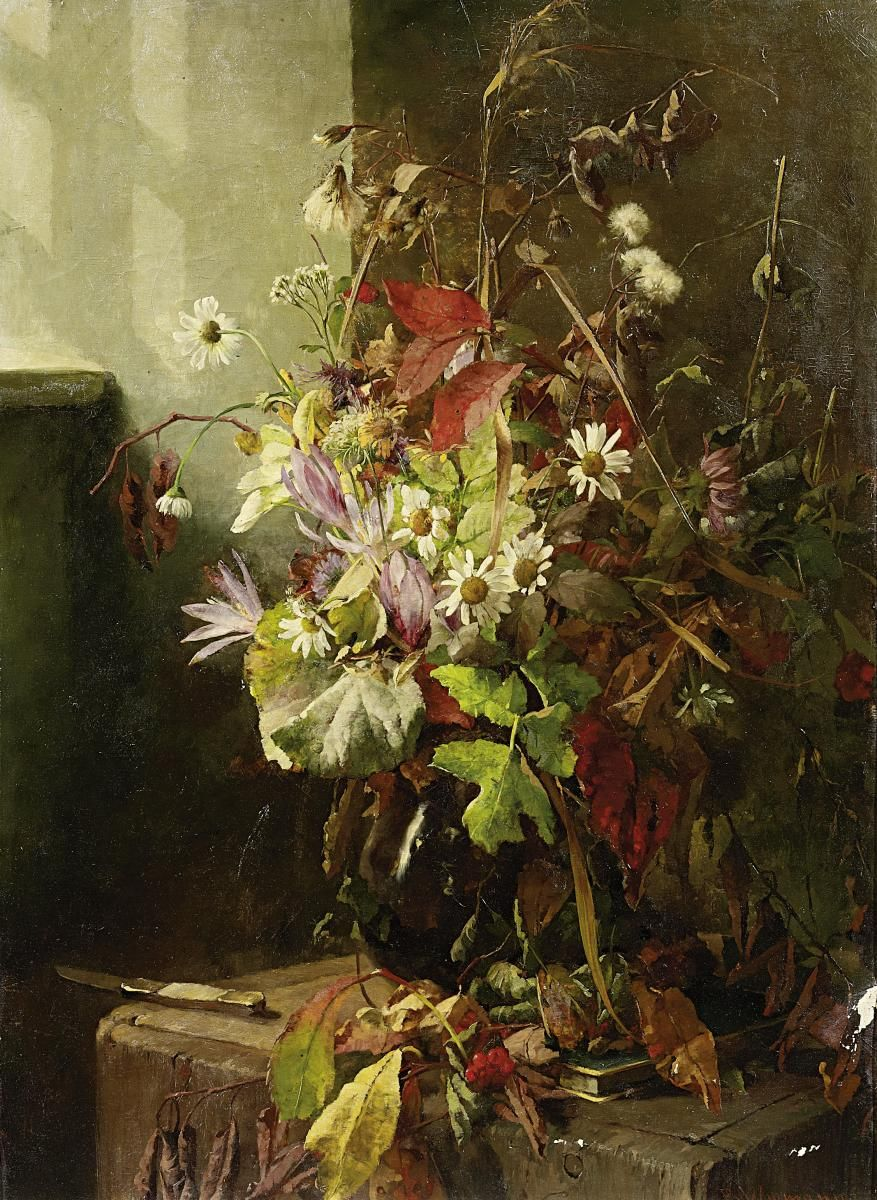
Höstens sista hälsning (u. å.)
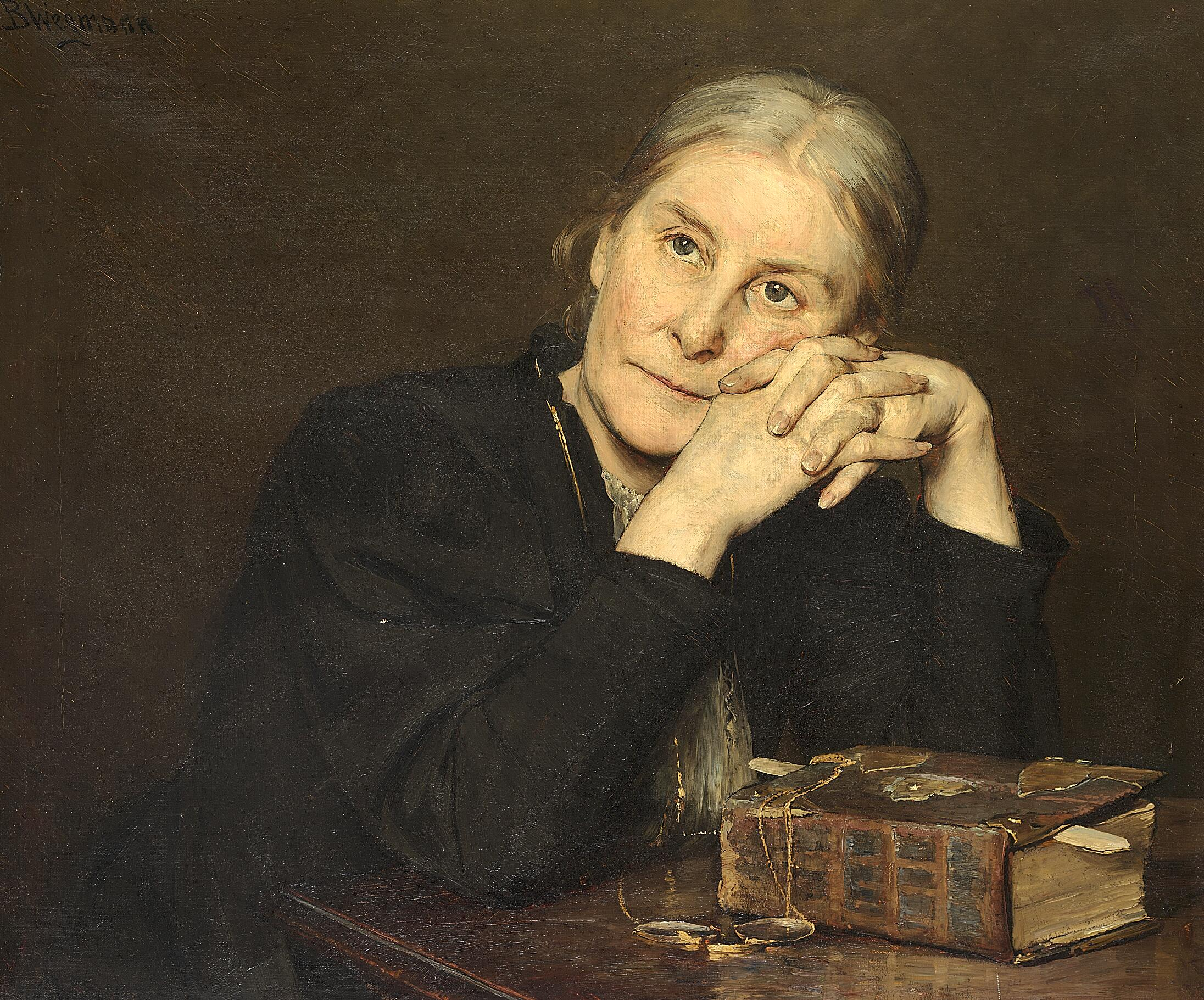
Interiör med en dam i tankar (u. å.)
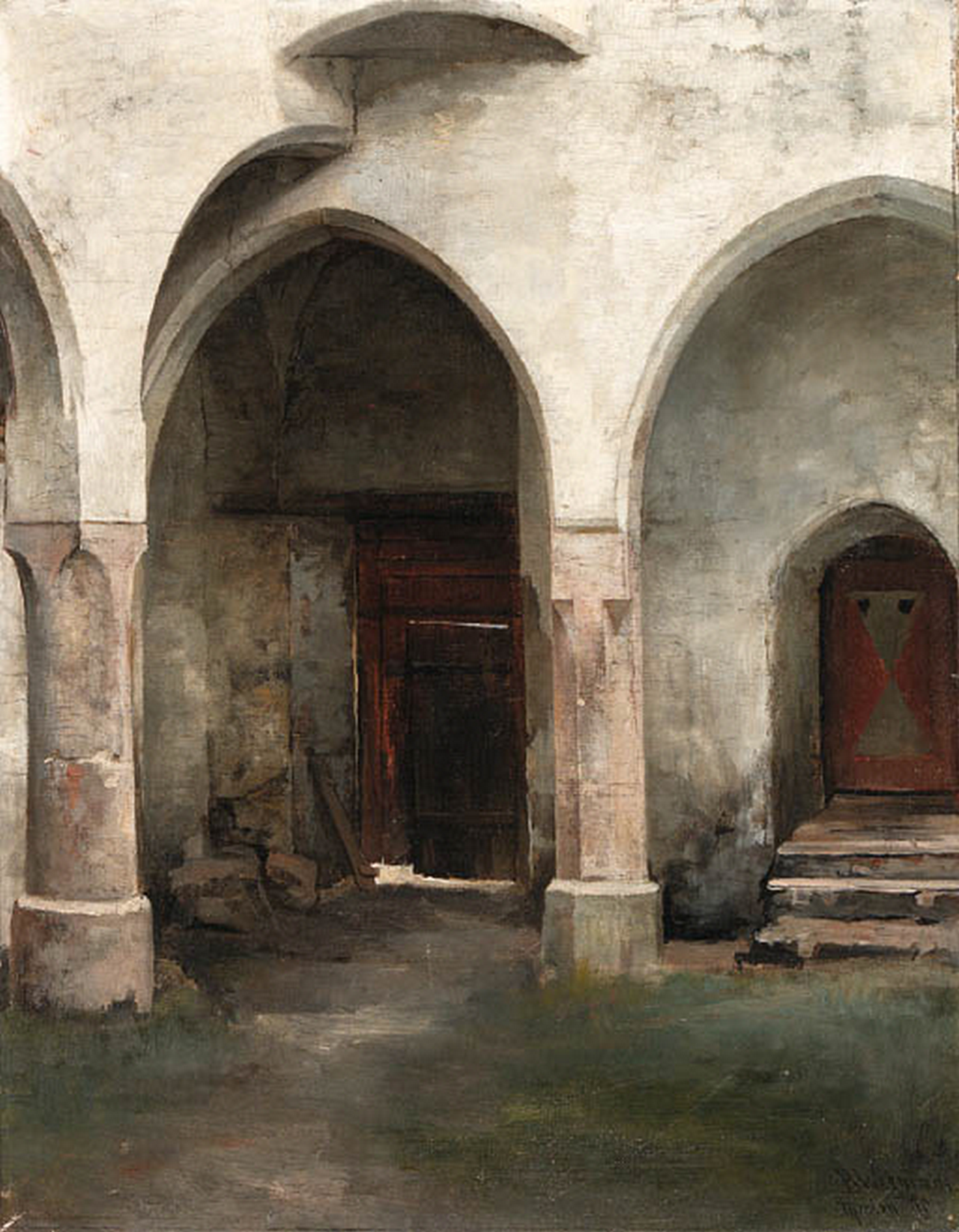
En innergård (u. å.)
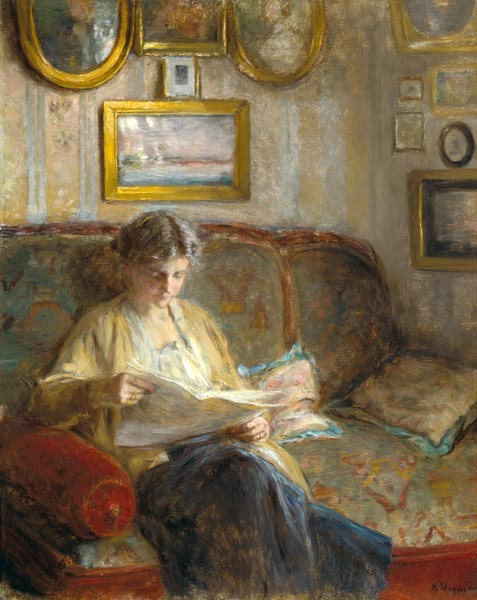
Läsande kvinna (u. å.)
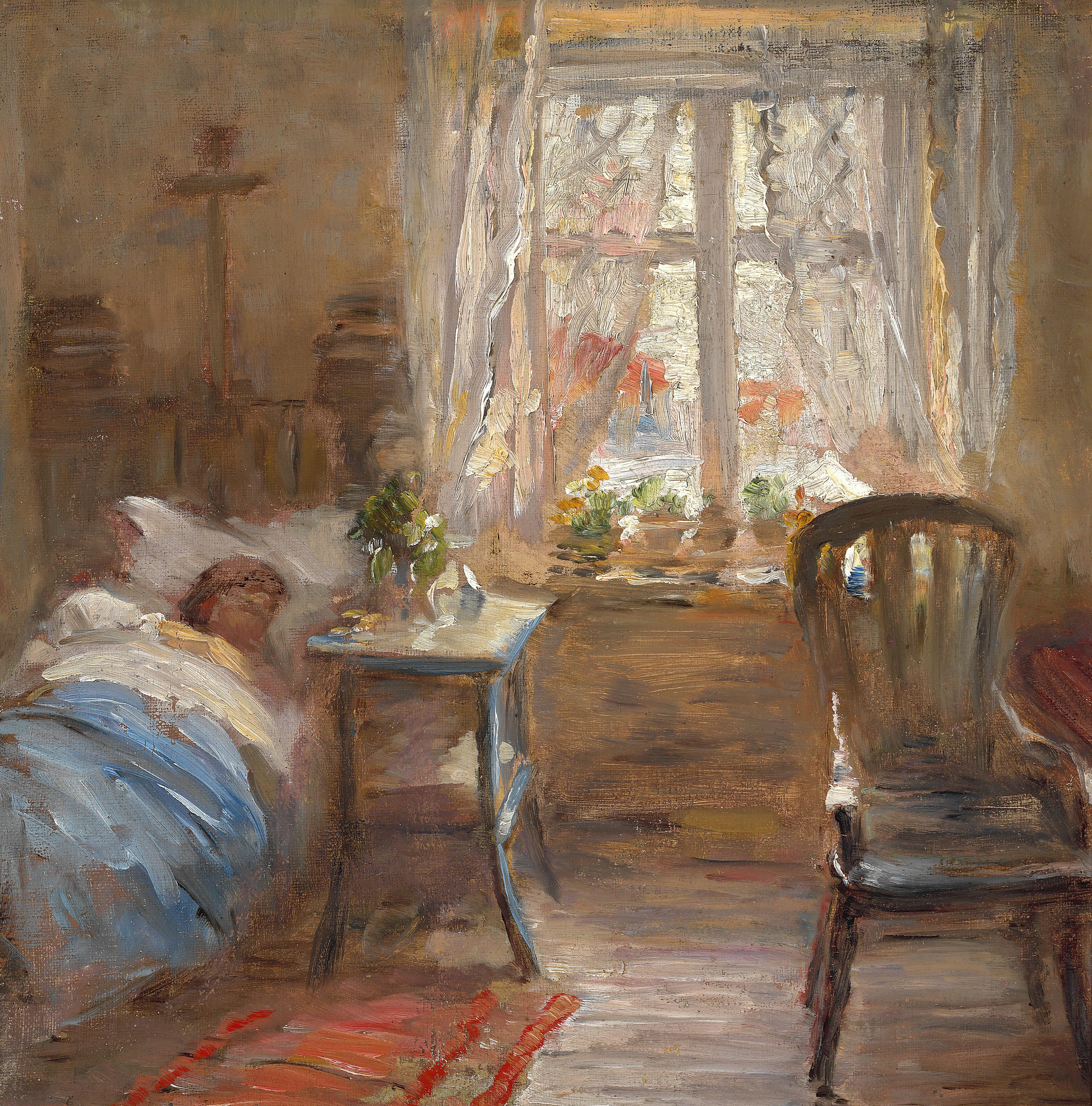
Interiör med sovande kvinna (1918)